# Brychius hungerfordi
Brychius hungerfordi är en skalbaggsart som beskrevs av Spangler 1954. Brychius hungerfordi ingår i släktet Brychius och familjen vattentrampare. Inga underarter finns listade i Catalogue of Life.